# Комаров, Георгий Яковлевич
Георгий Яковлевич Комаров (1897—1951) — начальник треста «Колымснаб» Главного управления строительства Дальнего Севера НКВД СССР, генерал-майор (1945).

## Биография
Родился в сентябре 1897 года в Краснодаре.
В 1935—1938 годах — начальник ОМЗ УНКВД по Северо-Кавказскому краю; в 1938—1939 годах — начальник ОМЗ УНКВД по Хабаровскому краю.
В 1939—1946 годах — начальник гостреста «Колымснаб» (Магадан). В последующем — заместитель начальника Дальстроя НКВД по снабжению.
С 19 августа 1949 года в отставке.
Похоронен на Введенском кладбище (1 уч.).

### Звания
- 21.02.1945 — комиссар государственной безопасности;
- 09.07.1945 — генерал-майор[4].

### Награды
Награждён орденами Ленина (1945), Красного Знамени (1949), Трудового Красного Знамени (1941), Красной Звезды (1945), «Знак Почета» (1943), медалями «За победу над Германией в Великой Отечественной войне», «За победу над Японией».